# Iniforis turristhomae
Iniforis turristhomae är en snäckart som först beskrevs av Holten 1802.  Iniforis turristhomae ingår i släktet Iniforis och familjen Triphoridae. Inga underarter finns listade i Catalogue of Life.